# Edith Márquez

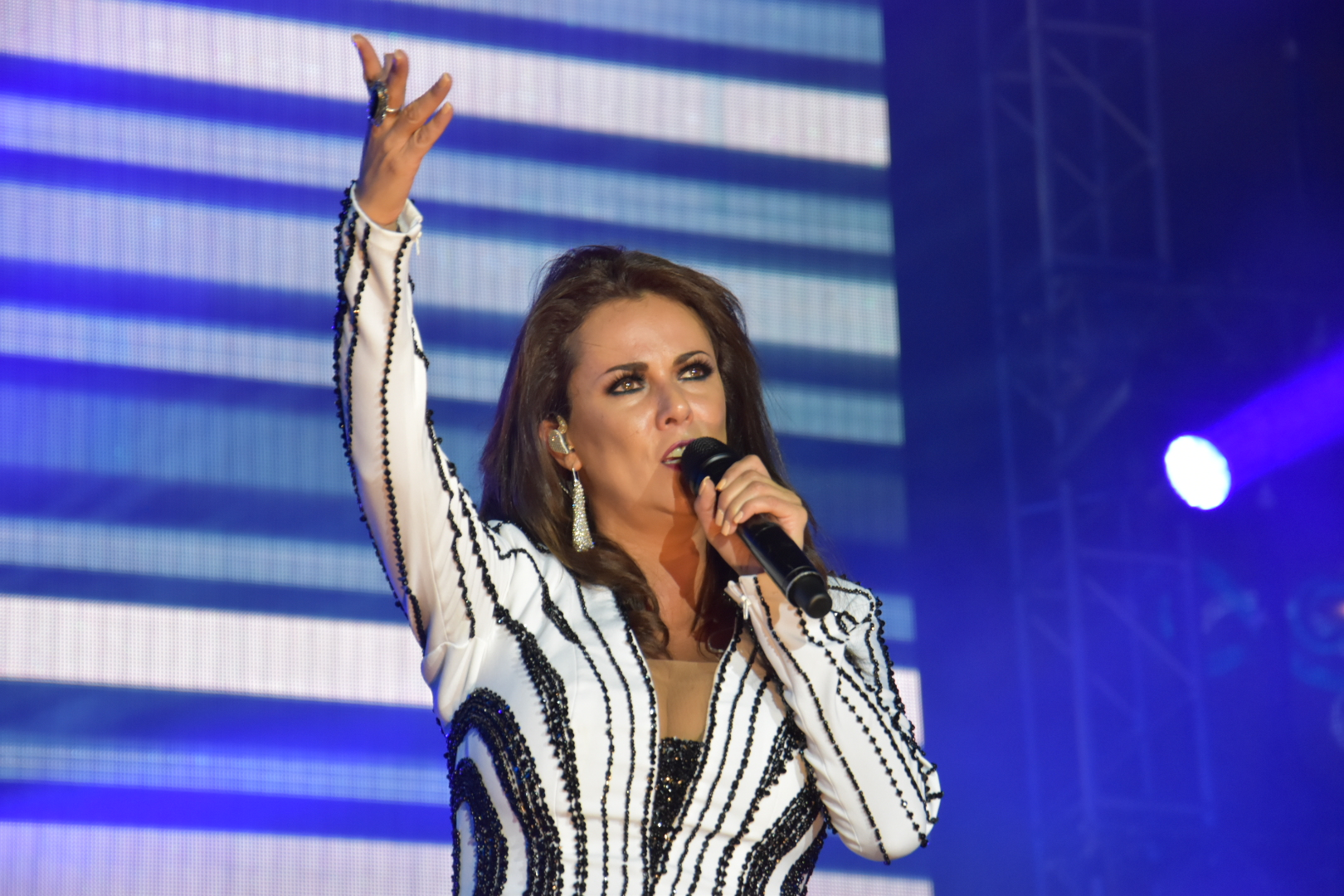
Edith Márquez (2016)

Edith Márquez Landa (* 27. Januar 1973 in Mexiko-Stadt) ist eine mexikanische Sängerin und Schauspielerin. 
Márquez begann ihre Karriere mit den Musikwettbewerben „Juguemos a cantar“ (1978) und „Canta, Canta“ (1984), später besuchte sie die Televisas Kunstberufsschule, und sie war Mitglied der Band Timbiriche. 
Danach begann sie als Schauspielerin in Telenovelas im mexikanischen Fernsehen aufzutreten.

## Diskografie

### Alben
| Jahr | Titel Musiklabel                       | Höchstplatzierung, Gesamtwochen, AuszeichnungChartsChartplatzierungen (Jahr, Titel, Musiklabel, Platzierungen, Wochen, Auszeichnungen, Anmerkungen) | Anmerkungen                                          |
| Jahr | Titel Musiklabel                       | MX | Anmerkungen                                          |
| ---- | -------------------------------------- | --- | ---------------------------------------------------- |
| 2007 | Memorias del corazón EMI Music         | MX2 Platin · (63 Wo.)MX |                                                      |
| 2008 | Exitos del corazón Warner Music Mexico | MX70 (8 Wo.)MX | Erstveröffentlichung: 29. Januar 2008                |
| 2008 | Pasiones de Cabaret EMI Music          | MX2 Platin · (43 Wo.)MX | Erstveröffentlichung: 4. Juli 2008                   |
| 2008 | En Vivo Warner Music                   | MX29 (10 Wo.)MX |                                                      |
| 2009 | Duele EMI Music                        | MX5 Gold · (32 Wo.)MX | Erstveröffentlichung: 21. Juli 2009                  |
| 2009 | Todo Rhino Records                     | MX71 (4 Wo.)MX | Kompilation                                          |
| 2010 | Lo Mejor De Edith Vol. 1 EMI Music     | MX65 (4 Wo.)MX |                                                      |
| 2011 | 20 Grandes Exitos Warner Music Latina  | MX63 (4 Wo.)MX | Erstveröffentlichung: Januar 2011                    |
| 2011 | Frente a Frente Warner Music           | MX9 (41 Wo.)MX | Erstveröffentlichung: 1. Februar 2011 mit María José |
| 2011 | Amar No Es Suficiente Columbia Records | MX3 Gold · (10 Wo.)MX | Erstveröffentlichung: 25. Oktober 2011               |
| 2013 | Emociones Sony Music                   | MX2 Gold · (16 Wo.)MX | Erstveröffentlichung: 2. September 2013              |
| 2016 | Emociones II Sony Music                | MX2 Gold · (25 Wo.)MX | Erstveröffentlichung: 11. März 2016                  |
| 2018 | Contigo Universal Music                | MX3 (16 Wo.)MX | Erstveröffentlichung: 24. August 2018                |

Weitere Alben
- 1987: Timbiriche VIII&IX (Melody)
- 1989: Los Clásicos de Timbiriche (Melody)
- 1990: Timbiriche 10 (Melody)
- 1998: Frente a ti (Warner Music, MX: ×2Doppelgold )
- 2000: Caricias del Cielo (Warner Music, MX: Gold)
- 2001: Extravíate (Warner Music)
- 2003: ¿Quién Te Cantará? (Warner Music, MX: Gold)
- 2005: Cuando Grita La Piel (Warner Music)
- 2008: En Concierto desde el Metropólitan (Warner Music)
- 2012: Mi Sueño, Mi Fantasía (MX: Gold)

### Videoalben
- 2008: Pasiones de Cabaret (EMI Music)

## Fernsehserien
- 1987–1994: Papá soltero – Alejandra
- 1994: Agujetas de color de rosa – Edith
- 1995: Me tengo que casar/Papá soltero – Alejandra
- 1996: Sentimientos ajenos – Marcela
- 1998: El privilegio de amar – Luciana
- 2009: Mañana es para siempre – Julieta